# Falls of Shin
Falls of Shin (Nederlands: Watervallen van Shin) is een waterval op de rivier Shin in de Schotse plaats Lairg, vlak bij de B864. Het is een van de beste plekken in Schotland om, tussen mei en september Atlantische zalm te zien op hun trek stroomopwaarts.
Rond de waterval zijn een aantal wandel- en fietspaden aangelegd, een speeltuin en een minigolfbaan. Ook geocachers komen hier aan hun trekken. Het Falls of Shin Visitor Centre biedt onderdak aan een restaurant, een koffiebar en een winkelruimte. Dit Visitors Centre is op 20 mei 2013 door brand verwoest.
Anno 2011 is Mohamed Al-Fayed eigenaar van het domein rond de waterval. Een wassen beeld van hem, uitgedost in traditionele Schotse klederdracht siert de ingang van het Visitor Centre.

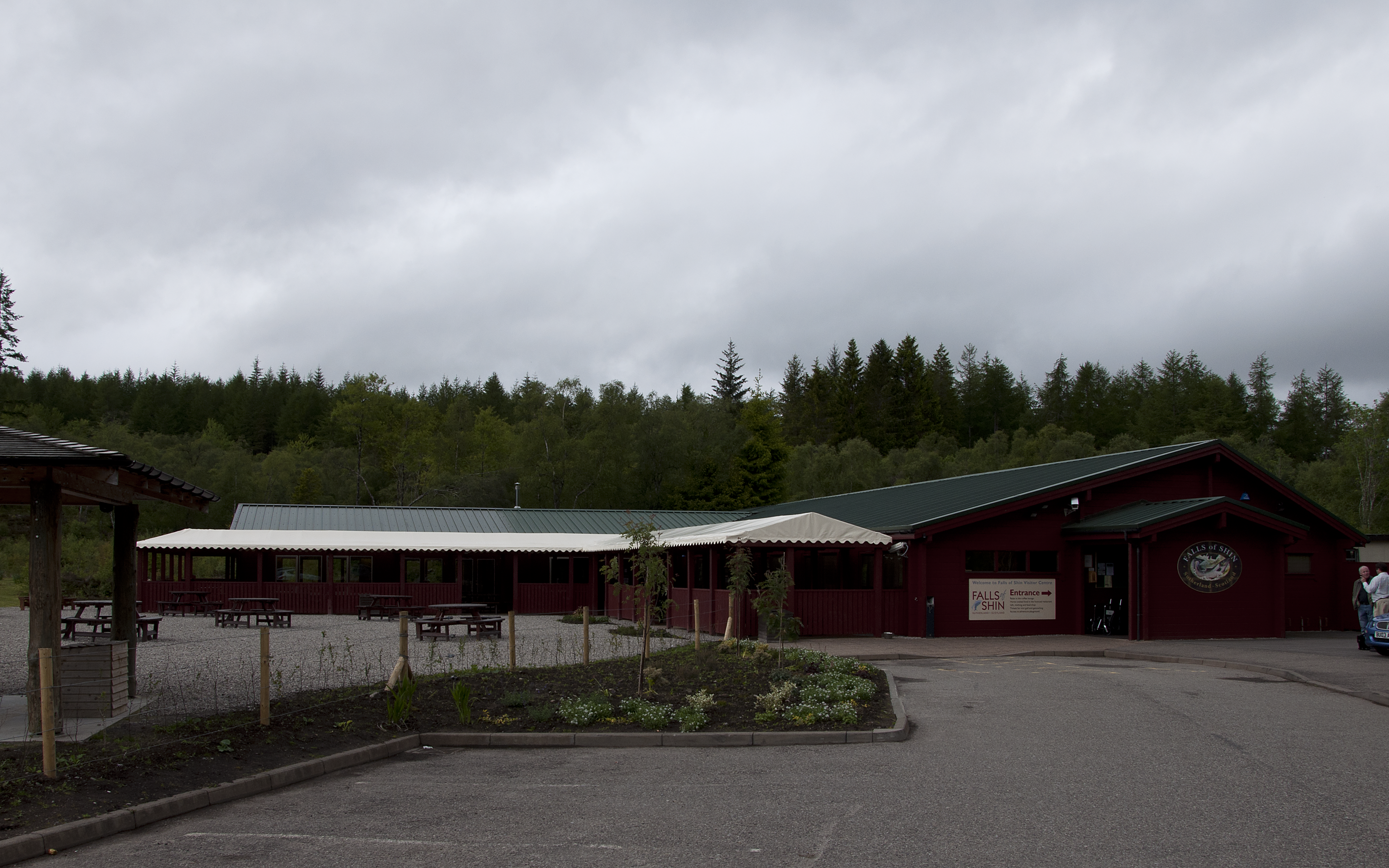
Falls of Shin Visitor Centre
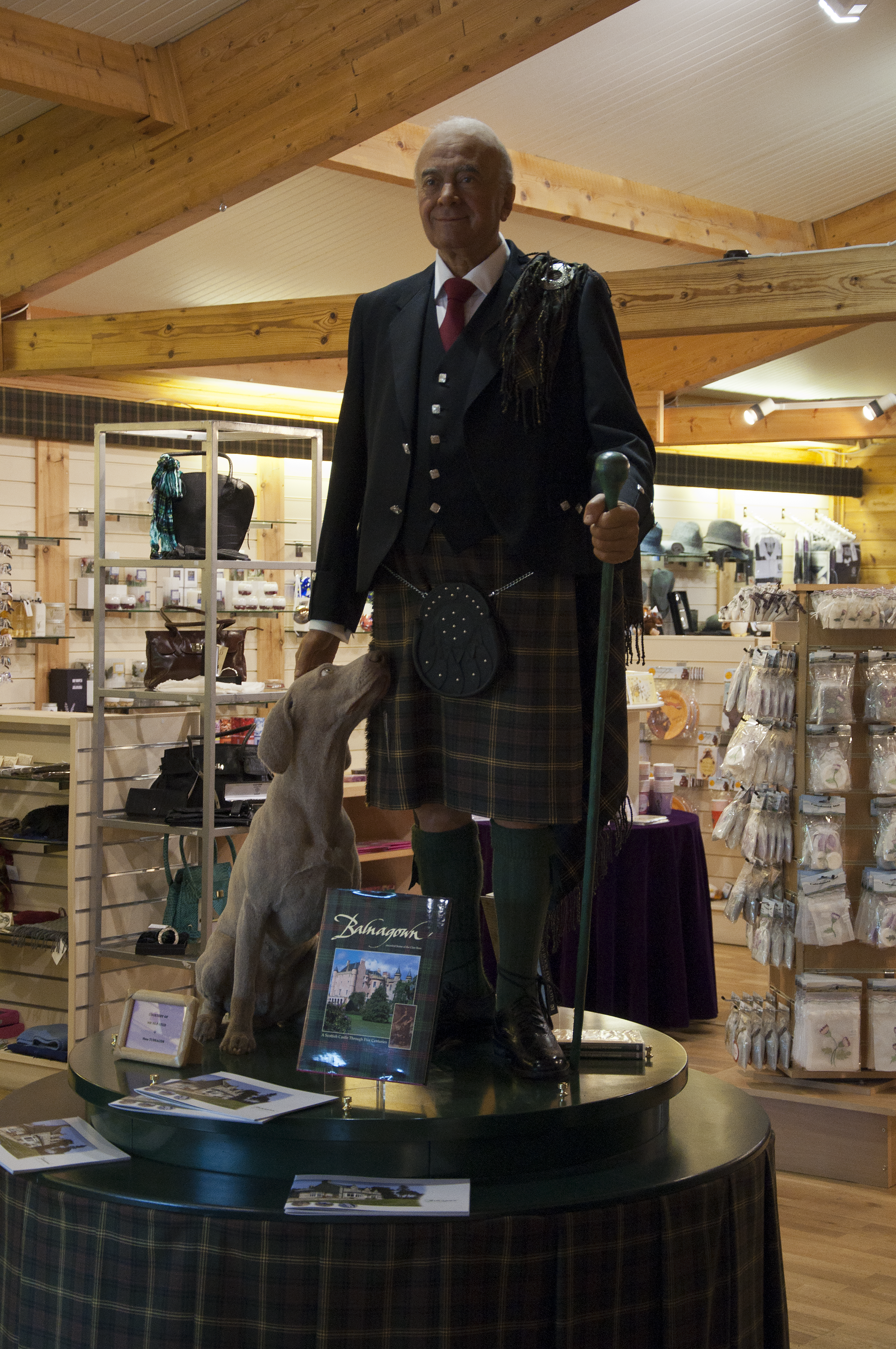
Wassen beeld van Mohamed Al-Fayed
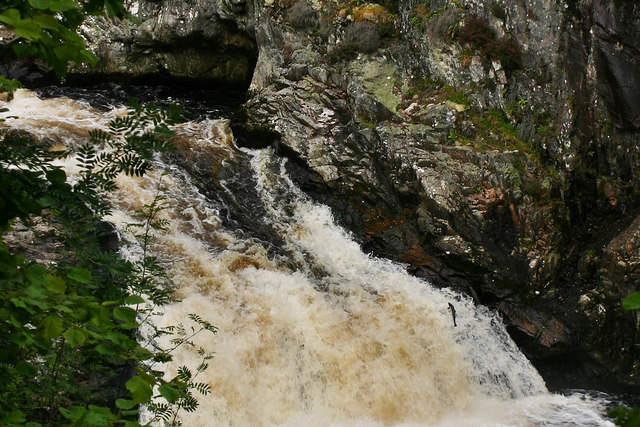
Atlantische zalm die tracht de waterval te overwinnen